# Corte Permanente de Justicia Internacional
La Corte Permanente de Justicia Internacional o Tribunal Permanente de Justicia Internacional era un órgano de justicia internacional creado en 1921 en un tratado independiente al Pacto de la Sociedad de las Naciones y antecesora de la actual Corte Internacional de Justicia.

## Historia
Al ser creada en un tratado independiente al pacto de la Sociedad de las Naciones logró subsistir a ésta.
En la Conferencia de San Francisco, por la que se instauró la Organización de Naciones Unidas se discutió sobre si se utilizaría la antigua Corte de Justicia Internacional, que había dado buenos resultados y cuya labor nunca fue objetada, o si se crearía un Tribunal nuevo y distinto. 
Se plantearon diversos problemas, fundamentalmente que había Estados que formaban parte del Estatuto de la Corte Permanente, no participaban de la Conferencia de San Francisco por haber sido enemigos o neutrales en la Segunda Guerra Mundial, y por otro lado, que ciertos Estados participantes, entre ellos Estados Unidos y la Unión Soviética, no eran partes del Estatuto de la vieja corte. 
Para evitar la complicaciones técnicas se decidió crear una nueva Corte, distinta de la anterior, incluso se decidió cambiar el nombre. 
Se mantuvo, sin embargo, la continuidad con el pasado; y esto se ve reflejado no sólo en el art. 92 que dice que funcionará de conformidad con el Estatuto anexo, que está basado en el de la Corte Permanente, sino sobre todo por lo que dispone el art. 37 de dicho anexo. El mismo asegura la continuidad de los dos organismos judiciales, haciendo a la Corte actual heredera directa de todo el capital jurídico del Tribunal Permanente, constituido por una enorme serie de tratados que se remitían a ella.

## Presidentes
- Bernard C.J. Loder (Países Bajos) 1921-1924
- Hans Max Huber (Suiza) 1925-1927
- Dionisio Anzilotti (Italia) 1928-1930
- Mineitciro Adatci (Japón) 1931-1934
- Sir Cecil Hurst (Reino Unido) 1934-1936
- José Gustavo Guerrero (El Salvador) 1936-1939
- Sir Cecil Hurst (Reino Unido) 1937-1945